# 南方占領地切手
南方占領地切手（なんぽうせんりょうち-きって）とは、第二次世界大戦中、日本が占領した東南アジア諸国において発行された切手に対する総称である。

## 概要
1941年（昭和16年）12月8日の真珠湾攻撃とマレー作戦により、日本は米英と全面戦争に突入する一方、英領や蘭領などの東南アジア全域に侵攻、やがて占領した。
これら占領地においては、基本的に日本軍による軍政が敷かれたが、当然ながら郵便事業も接収され、日本軍監督の下で郵政が施行されることになった。
その時に発行された切手が通称「南方占領地切手」である。
この切手が発行された地域には、香港、ビルマ（現在のミャンマー）、スマトラ、アンダマン・ニコバル諸島、マライ（マレー）、北ボルネオ、蘭印（オランダ領東インド）、比島（フィリピン）がある。
当初は、もともと現地政府が発行していた切手をそのまま使用していたが、やがて国章や軍政当局者、あるいは郵便関係者の印が加刷されるようになる。これを加刷切手と呼ぶ。
その後、香港とアンダマン・ニコバル諸島以外では、新規の図案で切手が発行されるに至り、これらを正刷切手という。
正刷切手は現地で印刷されたものもあれば、内地（日本本土）で印刷されたものもある。

## 発行地

### ビルマ（現在のミャンマー）
1942年（昭和17年）6月1日、最初に発行された正刷切手が、「矢野切手」である。これはビルマ郵政再建委員であった矢野静雄により、ラングーン郵便局にあった事務用紙に、「矢野」の認印を捺印されたものである。額面はなかったが、1アンナ切手の代用として使われた。なお、目打はついていた。その後「ビルマ郵便切手」と日本語で表示された切手が発行された。
1943年（昭和18年）2月15日に国家紋章の切手が全面現地ビルマ文字表記で発行された。
また、日本軍主導により、バー・モウを元首とするビルマ国が1943年8月1日に樹立され、同じくビルマ文字表記の記念切手が6種発行された。
ただし、1943年10月1日に発行された普通切手ではビルマ文字と日本語の表記(「ビルマ」とカタカナで書かれていた)がされていた。また日本軍によってビルマからシャン地方が分離され、独自の切手が発行されたが、この切手の国名表記は「大日本帝国郵便/シャン」である。

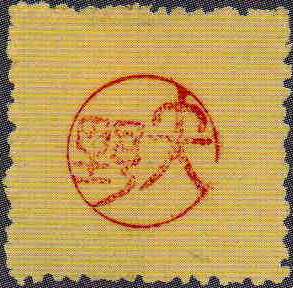
矢野切手（1942年6月）
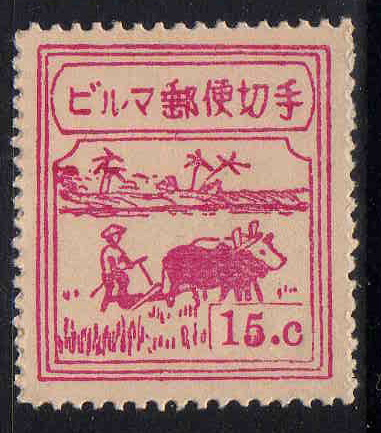
牛耕図案切手（1943年3月）
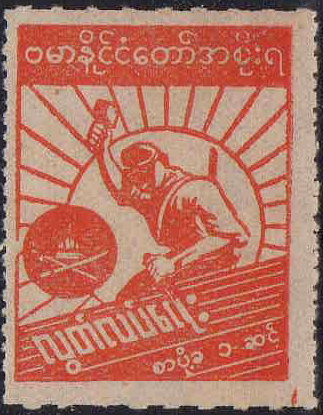
独立記念切手（1943年8月）
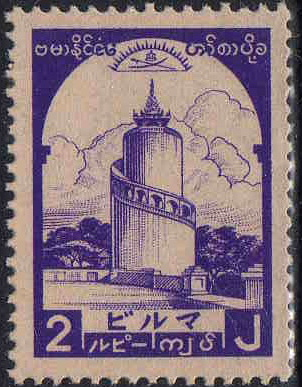
高額2ルピー切手（1943年10月）

### 蘭印（現在のインドネシア）
蘭印では軍政の担当が異なっていたため、ジャワ（陸軍担当地区）、スマトラ（民政官担当）のほか、セレベス、モルッカ、西ニューギニアなどの西部地域（海軍担当地区）の3つに分かれ切手が出された。
一部に現地語表記がなされたジャワの貯金切手を除き、いずれも日本語表記を伴っている。国名表記は「大日本帝国郵便・ジャワ」と「大日本帝国郵便・スマトラ」、「海軍民政府」であった。

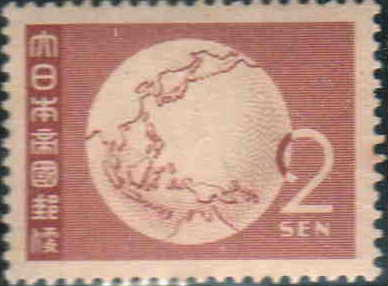
ジャワ「大東亜共栄圏」3セン切手（1943年3月）

### 英領マラヤ（マレー）
シンガポールを含むマレーの各州では「マライ」、ボルネオ島では「北ボルネオ」の国名表記がなされた正刷切手が発行された。いずれも日本語表記による切手であった。
普通切手のモチーフの中には「昭南」と改称したシンガポールにあった「昭南神社」や「昭南忠霊塔」など、日本による皇民化政策の一環で設置された施設も描かれた。

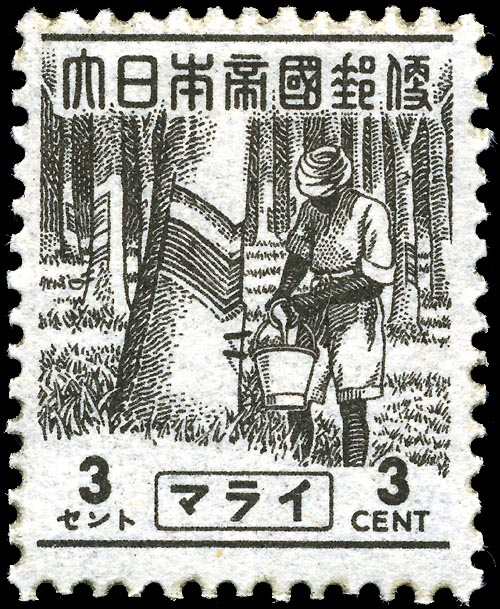
ゴム採集切手（1943年10月）
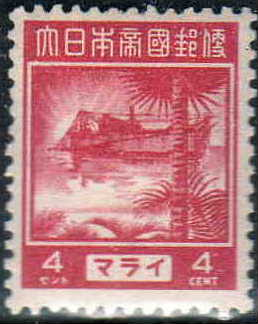
錫採集切手（1943年4月）

### 米自治領比島（フィリピン）
当初は、アメリカ自治領時代に発行された切手に、英語表記を塗りつぶした上で日本語のカタカナで加刷した。
そのため、切手上からは宗主国がアメリカから日本に変わったとアピールする意図が窺える。
ただし、このような処置がとられたのはフィリピンに限ったことではない。1942年11月12日に発行された食糧増産運動慈善切手では、タガログ語表記が採用されていたが、1943年に発行された正刷による普通切手は、「比島郵便」と日本語表記であった。また1943年（昭和18年）5月7日に発行されたバターン・コレヒドール陥落1周年記念切手では「バタアン・コレヒドール　カンラク　一シューネン　キネン　ショーワ　18ネン　5ガツ」と日本語のカタカナで書かれていた。そのため、フィリピンを占領した日本軍の切手上の政策はある種のブレがあったともいえる。
その後、フィリピンの懐柔策として日本軍主導によるホセ・ラウレル首班のフィリピン第二共和国政府が樹立されると、切手の表記はタガログ語に完全に切り替わった。

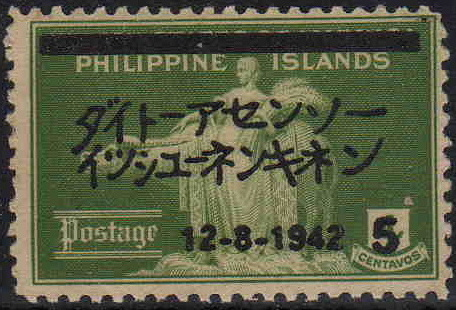
日本語を加刷した大東亜戦争1周年記念切手（1942年）
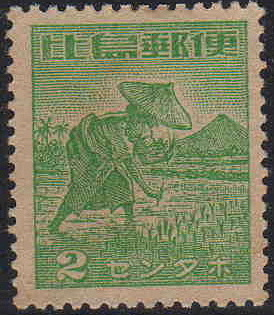
日本語による「比島郵便」切手（1943年）
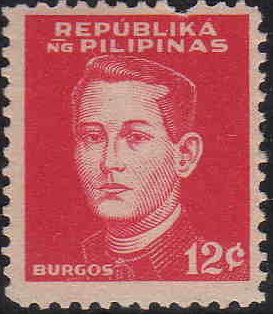
第二共和国が発行した切手（1944年）

### イギリス領香港
香港では従来、香港郵政による切手が発行されていたが、香港を占領統治した香港総督府は日本切手をそのまま使用したため、香港では独自切手の発行がなくなった。しかし大戦末期には、日本軍が軍票を濫発したためインフレーションが発生し、内地の郵便料金よりもはるかに高額となった。このため、日本国内で当時発行されていなかった1円50銭や3円の切手が必要になった。
そのため、暫定対応として、日本切手に「香港総督府　暫定参圓」などの文字を加刷した3種類の切手を1945年（昭和20年）4月16日に発行した。

## 備考
- これらの占領地切手は、すべて現地の通貨表示であった。
- 加刷切手の中には、希少で評価額が高額なものも多く、偽物が多い。